# Kintetsu Corporation

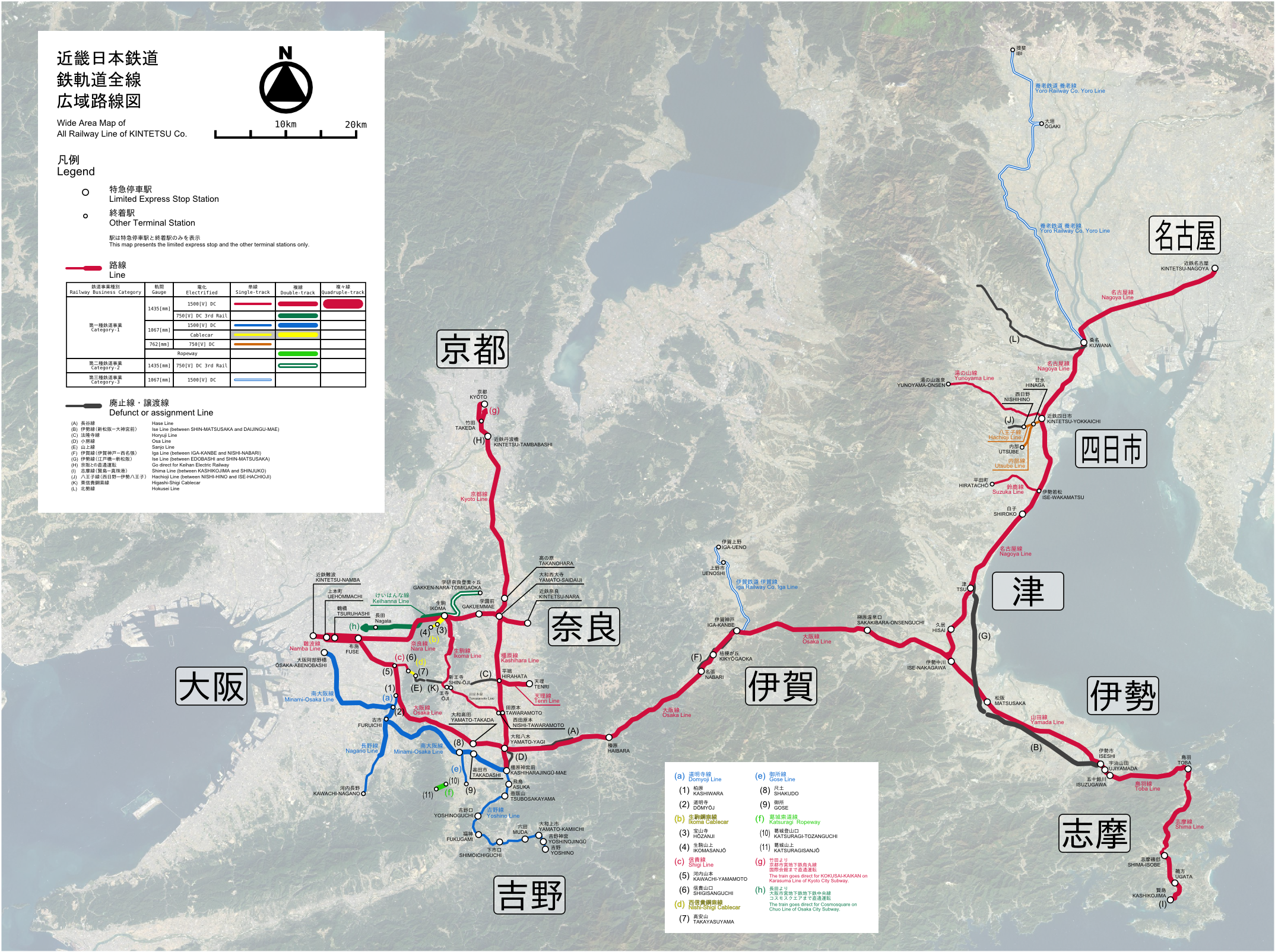
Le réseau ferroviaire de Kintetsu

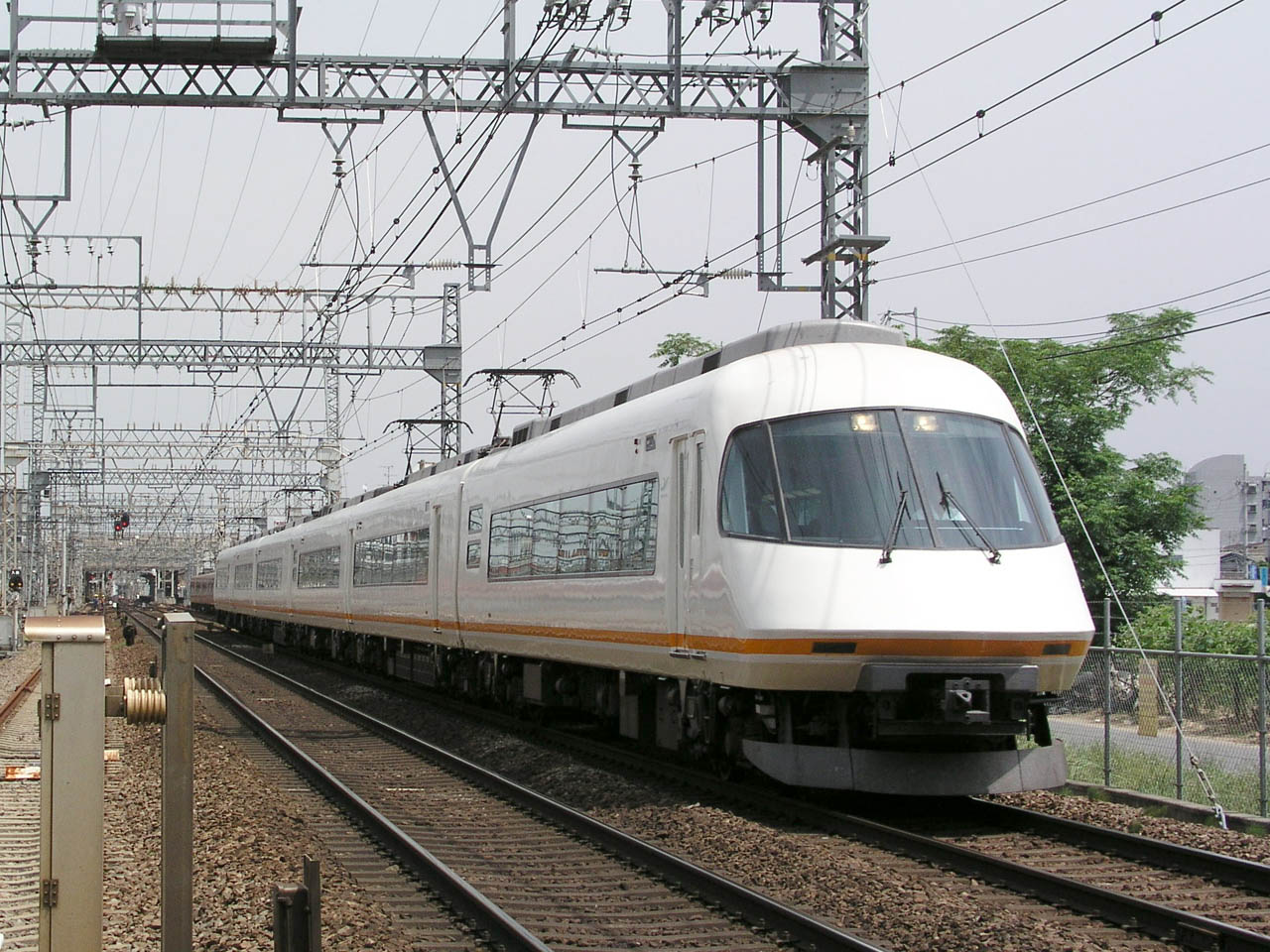
Kintetsu

Kintetsu Corporation (en japonais : Kinki Nippon Tetsudō Kabushiki-gaisha, kanjis : 近畿日本鉄道株式会社, kanas : きんきにっぽんてつどうかぶしきがいしゃ) est un groupe industriel japonais.
Communément appelé Kintetsu, ce groupe est présent dans de multiples secteurs, principalement le transport ferroviaire de voyageurs, la construction ferroviaire, le bâtiment, l'immobilier ainsi que celui des grands magasins.

## Transport ferroviaire

### Réseau
Le réseau ferroviaire Kintetsu dessert le centre de la région du Kansai, entre les villes d'Osaka, Nara, Kyoto, Nagoya et Ise. Il totalise 497,8 km de voies et dessert 280 gares
Le réseau comprend les lignes suivantes (les lignes principales sont en gras) :
- Lignes Nara-Kyoto (Écartement des rails : 1 435 mm, Tension ligne : 1 500 Vcc, Caténaire) :

| Symbole | Ligne            | Nom japonais | Terminus                             | Longueur (km) | Gares |
| ------- | ---------------- | ------------ | ------------------------------------ | ------------- | ----- |
| A       | Ligne Namba      | 難波線       | Osaka-Namba ↔ Osaka-Uehommachi       | 2,0           | 3     |
| A       | Ligne Nara       | 奈良線       | Fuse ↔ Kintetsu-Nara                 | 26,7          | 19    |
| G       | Ligne Ikoma      | 生駒線       | Ikoma ↔ Oji                          | 12,4          | 12    |
| B       | Ligne Kyoto      | 京都線       | Kyoto ↔ Yamato-Saidaiji              | 34,6          | 26    |
| B       | Ligne Kashihara  | 橿原線       | Yamato-Saidaiji ↔ Kashiharajingu-mae | 23,8          | 17    |
| H       | Ligne Tenri      | 天理線       | Hirahata ↔ Tenri                     | 4,5           | 4     |
| I       | Ligne Tawaramoto | 田原本線     | Shin-Oji ↔ Nishi-Tawaramoto          | 10,1          | 8     |

- Lignes Osaka-Nagoya (Écartement des rails : 1 435 mm, Tension ligne : 1 500 Vcc, Caténaire) :

| Symbole | Ligne          | Nom japonais | Terminus                            | Longueur (km) | Gares |
| ------- | -------------- | ------------ | ----------------------------------- | ------------- | ----- |
| D       | Ligne Osaka    | 大阪線       | Osaka-Uehommachi ↔ Ise-Nakagawa     | 108,9         | 48    |
| J       | Ligne Shigi    | 信貴線       | Kawachi-Yamamoto ↔ Shigisanguchi    | 2,8           | 3     |
| E       | Ligne Nagoya   | 名古屋線     | Kintetsu-Nagoya ↔ Ise-Nakagawa      | 78,8          | 44    |
| K       | Ligne Yunoyama | 湯の山線     | Kintetsu-Yokkaichi ↔ Yunoyama-Onsen | 15,4          | 10    |
| L       | Ligne Suzuka   | 鈴鹿線       | Ise-Wakamatsu ↔ Hiratacho           | 8,2           | 5     |
| M       | Ligne Yamada   | 山田線       | Ise-Nakagawa ↔ Ujiyamada            | 28,3          | 14    |
| M       | Ligne Toba     | 鳥羽線       | Ujiyamada ↔ Toba                    | 13,2          | 5     |
| M       | Ligne Shima    | 志摩線       | Toba ↔ Kashikojima                  | 24,5          | 16    |

- Ligne Keihanna (Écartement des rails : 1 435 mm, Tension ligne : 750 Vcc, Troisième rail) :

| Symbole | Ligne          | Nom japonais | Terminus                       | Longueur (km) | Gares |
| ------- | -------------- | ------------ | ------------------------------ | ------------- | ----- |
| C       | Ligne Keihanna | けいはんな線 | Nagata ↔ Gakken Nara-Tomigaoka | 18,8          | 8     |

- Lignes Minami Osaka (Écartement des rails : 1 067 mm, Tension ligne : 1 500 Vcc, Caténaire) :

| Symbole | Ligne              | Nom japonais | Terminus                              | Longueur (km) | Gares |
| ------- | ------------------ | ------------ | ------------------------------------- | ------------- | ----- |
| F       | Ligne Minami Osaka | 南大阪線     | Osaka-Abenobashi ↔ Kashiharajingu-mae | 39,8          | 28    |
| N       | Ligne Domyoji      | 道明寺線     | Dōmyōji ↔ Kashiwara                   | 2,2           | 3     |
| O       | Ligne Nagano       | 長野線       | Furuichi ↔ Kawachinagano              | 12,5          | 8     |
| P       | Ligne Gose         | 御所線       | Shakudo ↔ Kintetsu-Gose               | 5,2           | 4     |
| F       | Ligne Yoshino      | 吉野線       | Kashiharajingu-mae ↔ Yoshino          | 25,2          | 16    |

- Funiculaires et téléphérique :

| Symbole | Ligne                   | Nom japonais       | Terminus                             | Longueur (km) | Gares |
| ------- | ----------------------- | ------------------ | ------------------------------------ | ------------- | ----- |
| Y       | Funiculaire Ikoma       | 生駒鋼索線         | Toriimae ↔ Ikoma-Sanjō               | 2,0           | 5     |
| Z       | Funiculaire Nishi-Shigi | 西信貴鋼索線       | Shigisanguchi ↔ Takayasuyama         | 1,3           | 2     |
|         | Téléphérique Katsuragi  | 葛城山ロープウェイ | Katsuragitozanguchi ↔ Katsuragisanjo | 1,4           | 2     |

Les lignes suivantes appartient à la Kintetsu mais sont gérées par d'autres compagnies :
- Ligne Iga (伊賀線) : gerée par la compagnie Iga Railway entre Iga-kanbe et Iga-Ueno (Longueur : 16,6 km, Écartement des rails : 1 067 mm, Tension ligne : 1 500 V, Caténaire)
- Ligne Yōrō (養老線) : gerée par la compagnie Yoro Railway entre Kuwana et Ibi (Longueur : 57,5 km, Écartement des rails : 1 067 mm, Tension ligne : 1 500 V, Caténaire)

### Matériel roulant

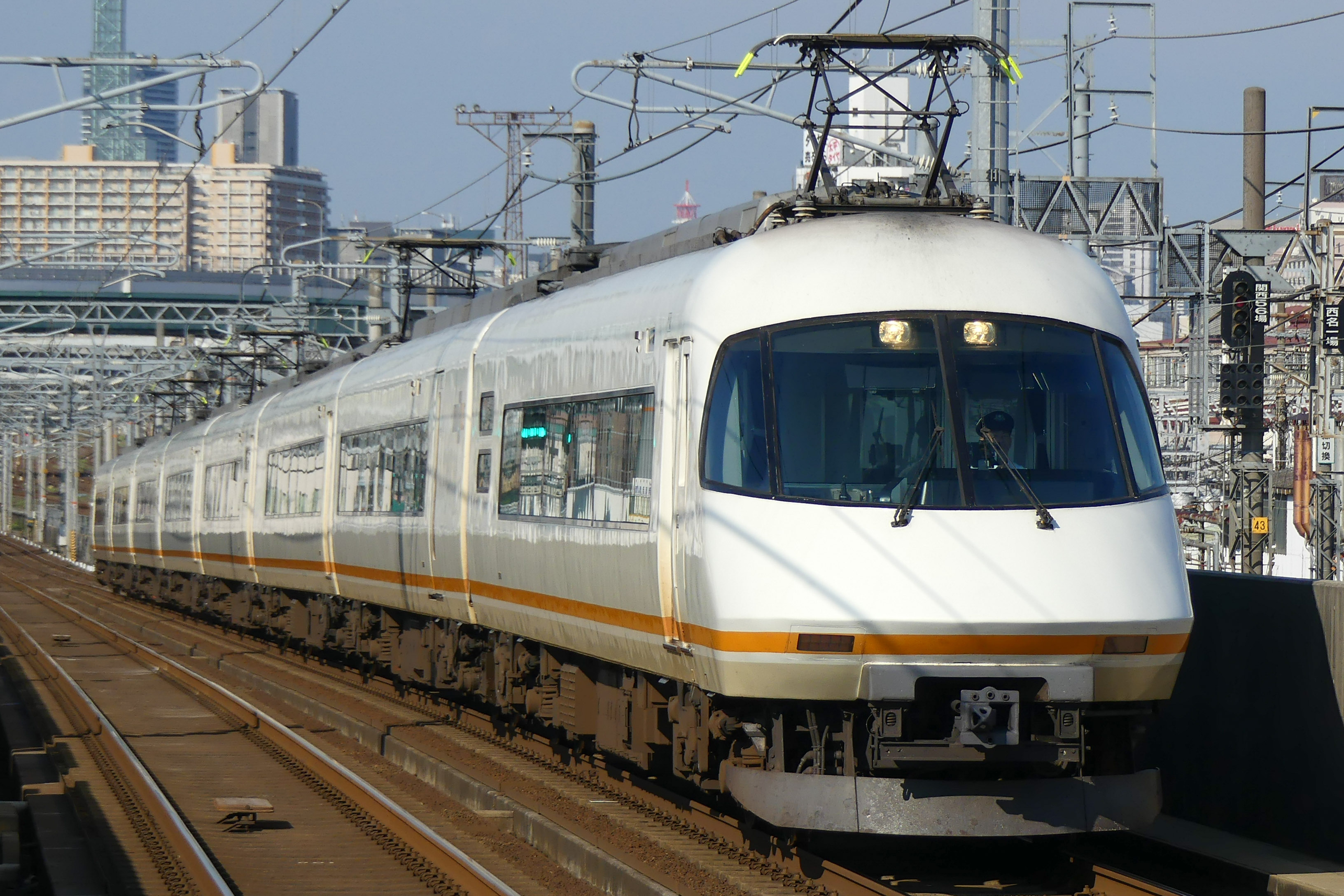
Série 21000 Urban Liner Plus
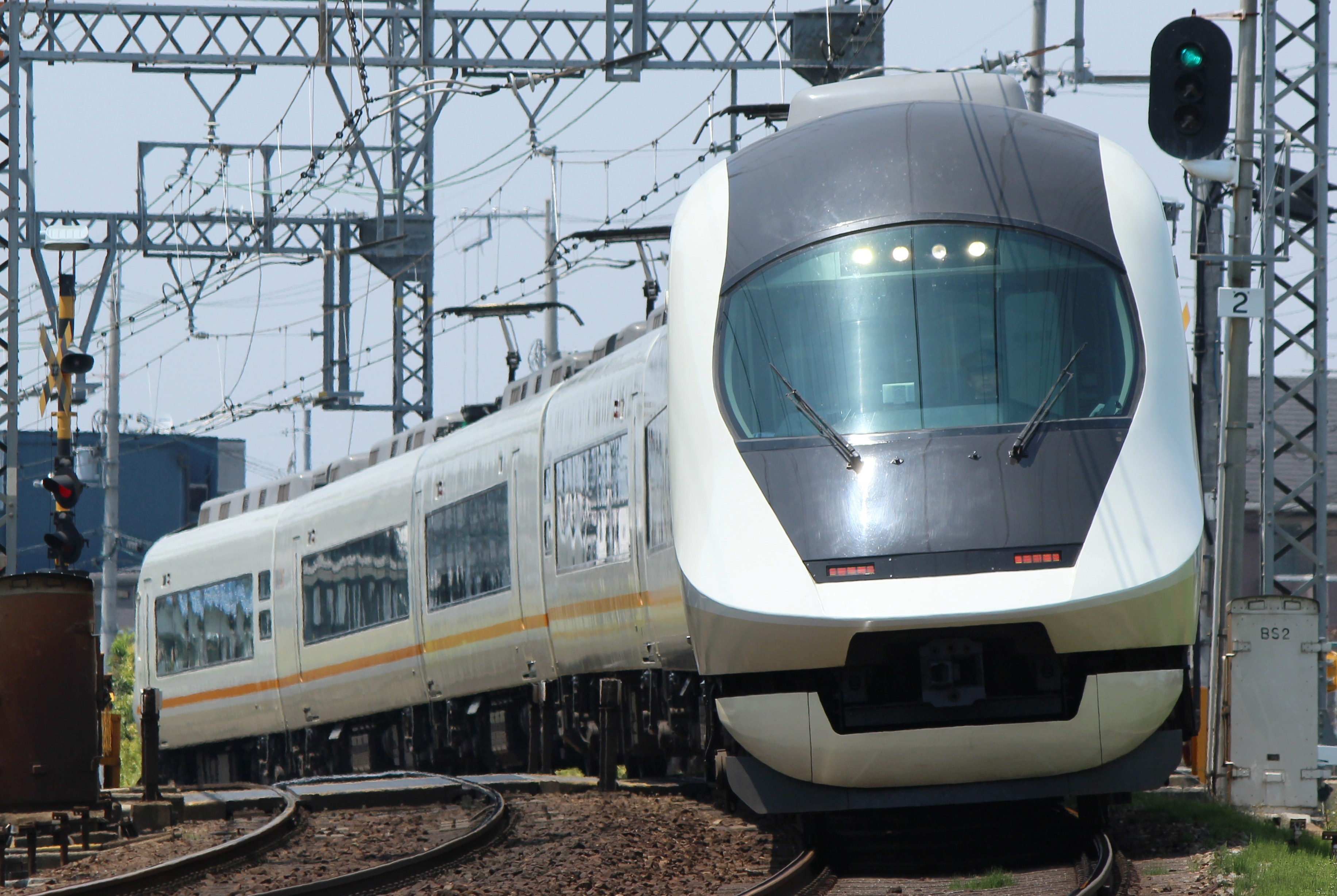
Série 21020 Urban Liner Next
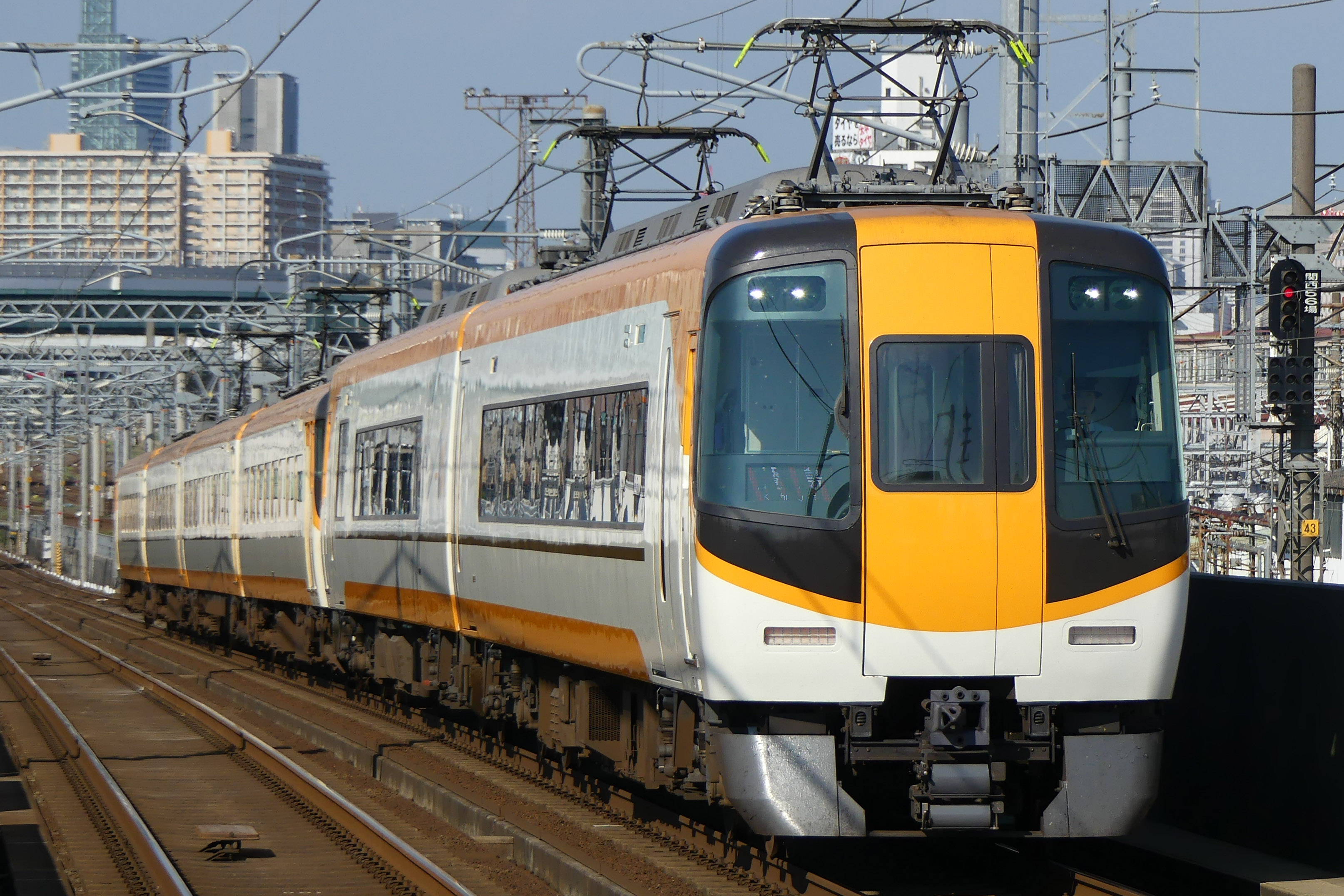
Série 22000 ACE
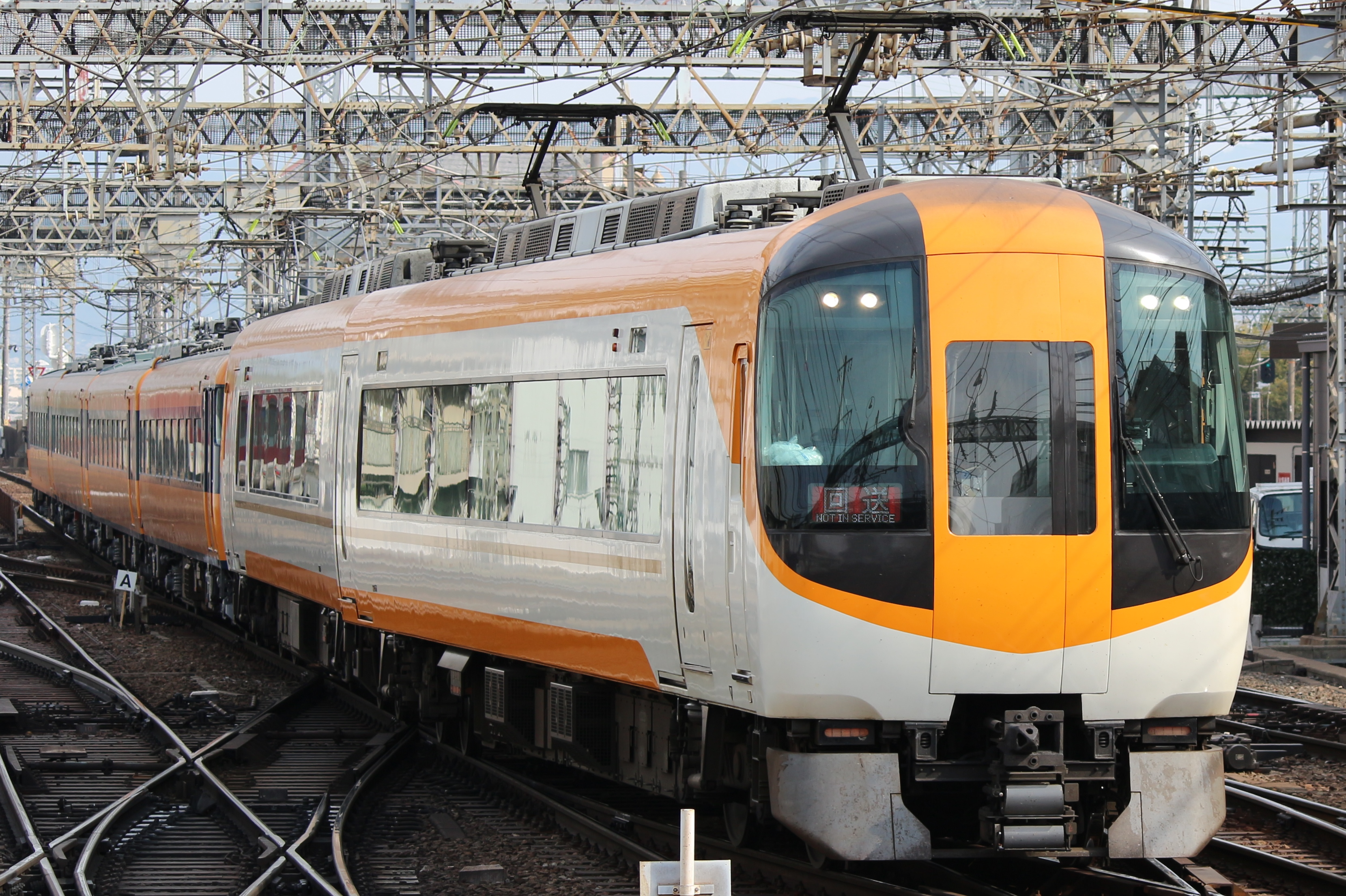
Série 22600 Ace
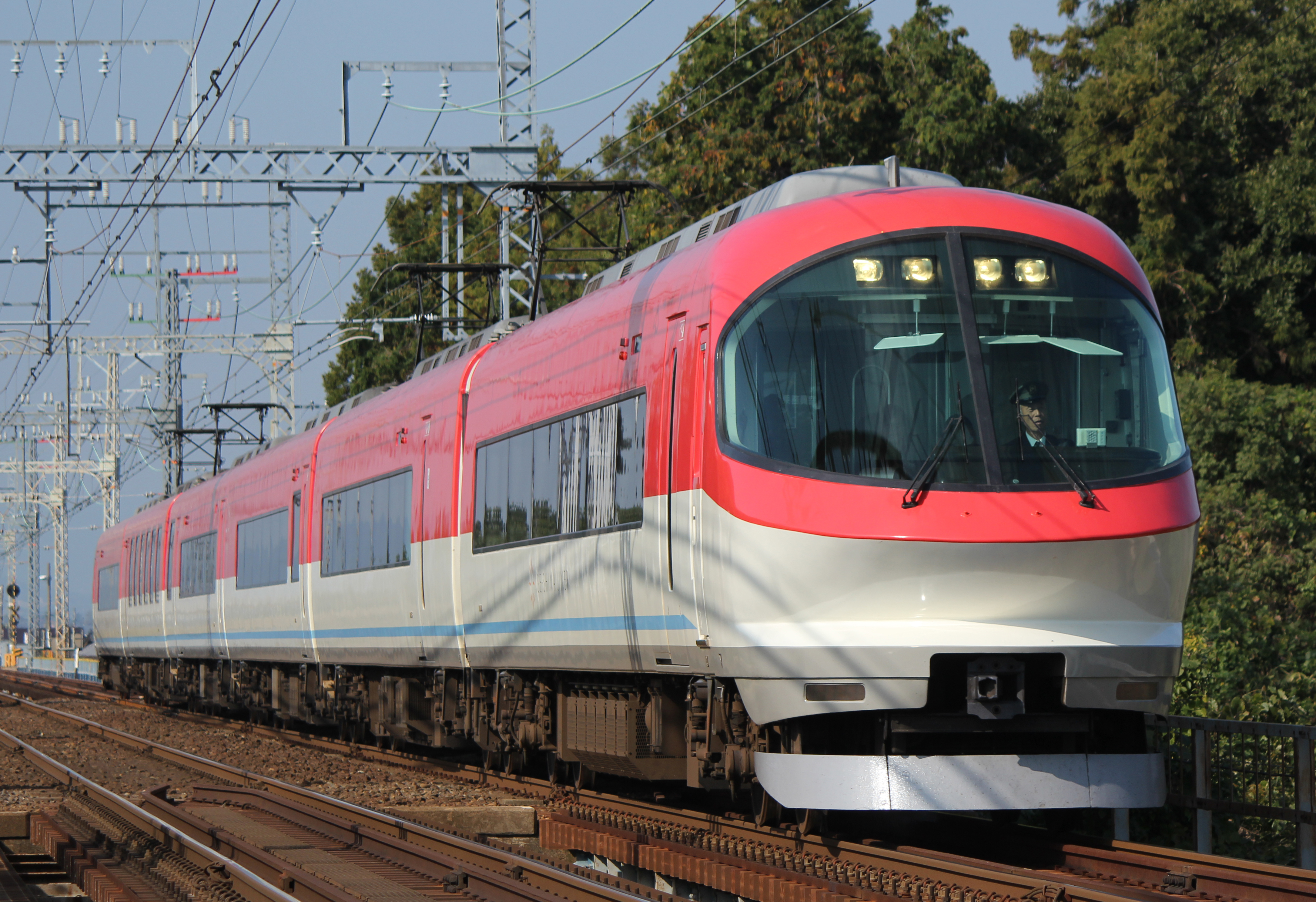
Série 23000 Ise-shima Liner
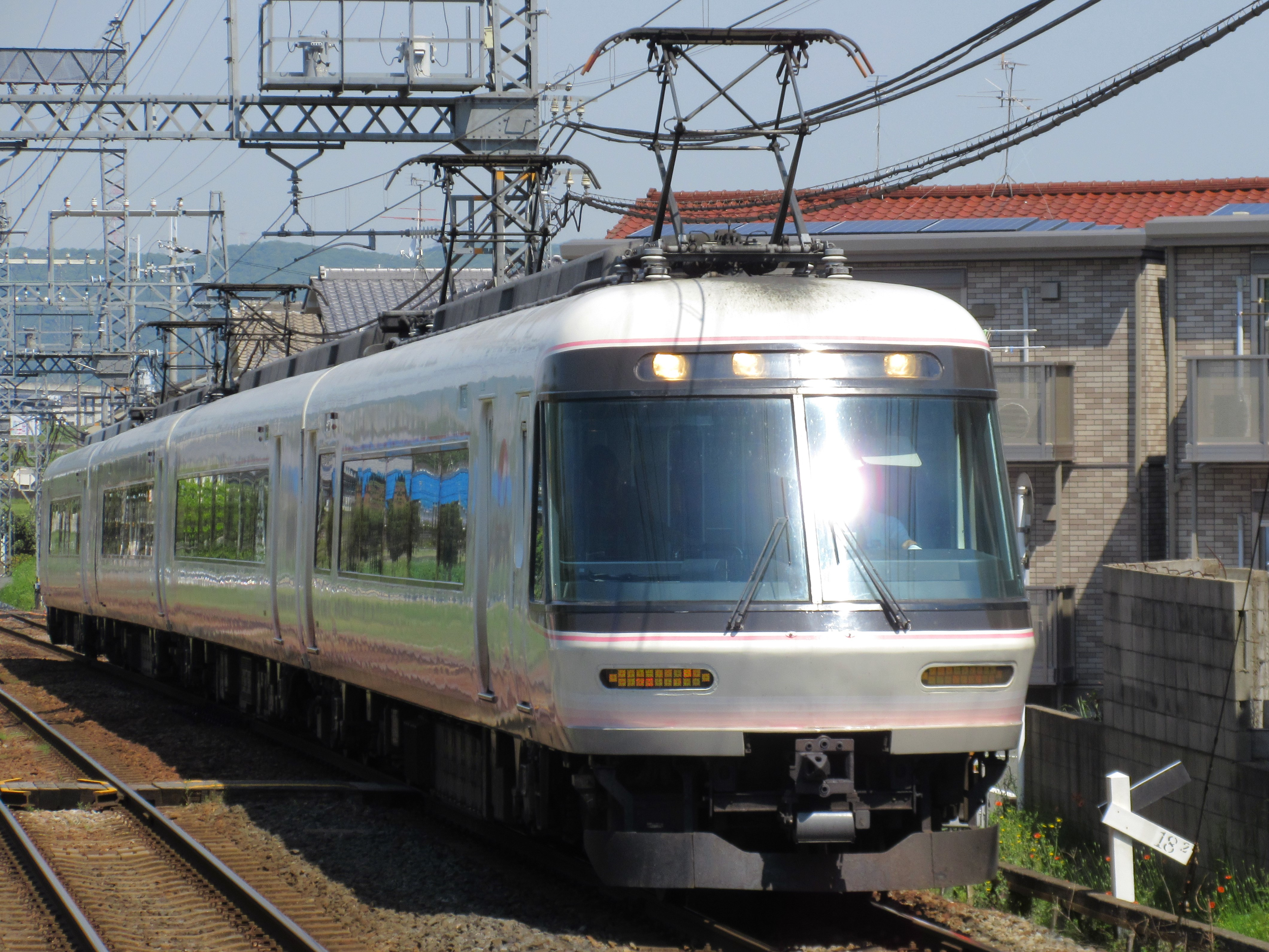
Série 26000 Sakura Liner
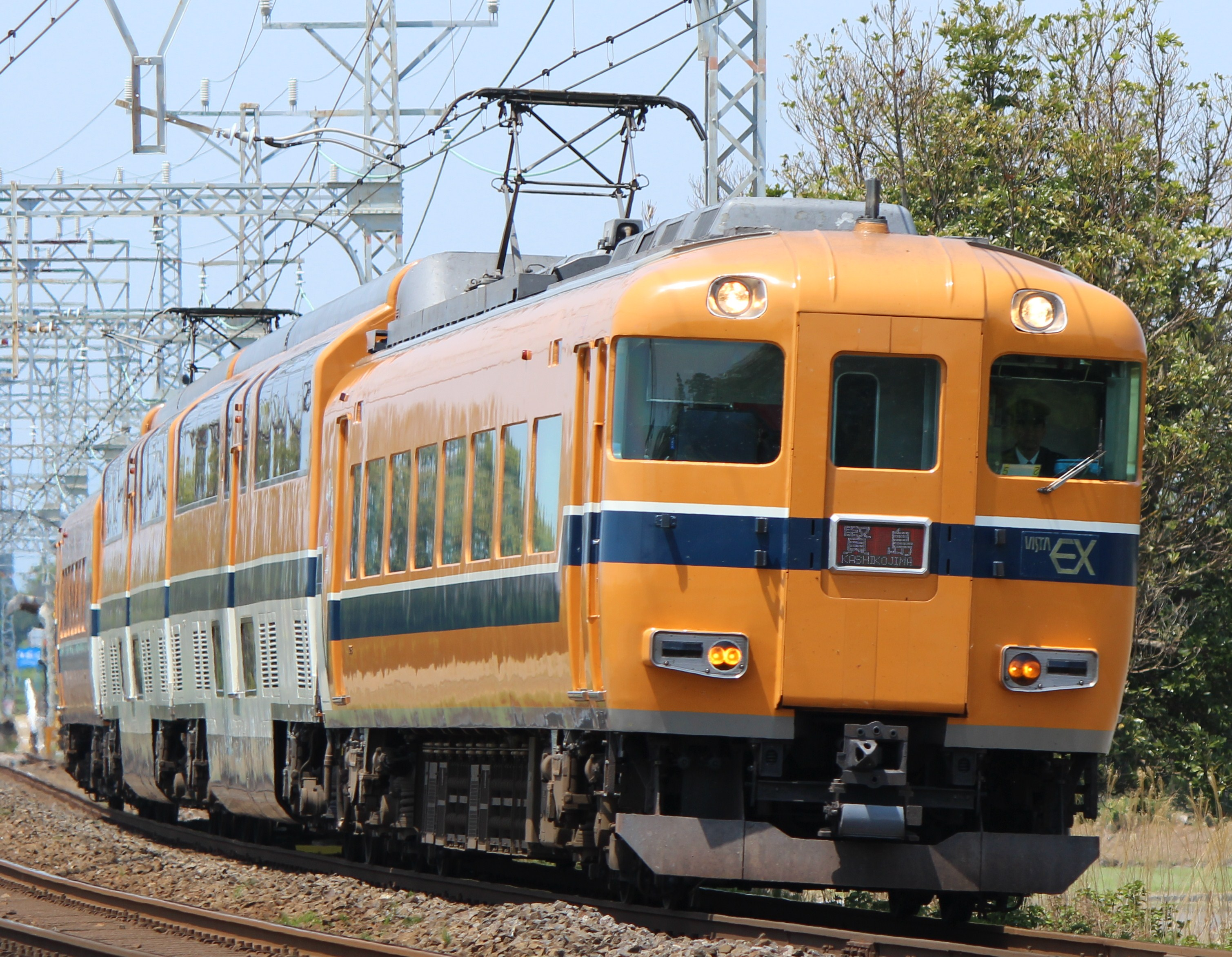
Série 30000 Vista EX
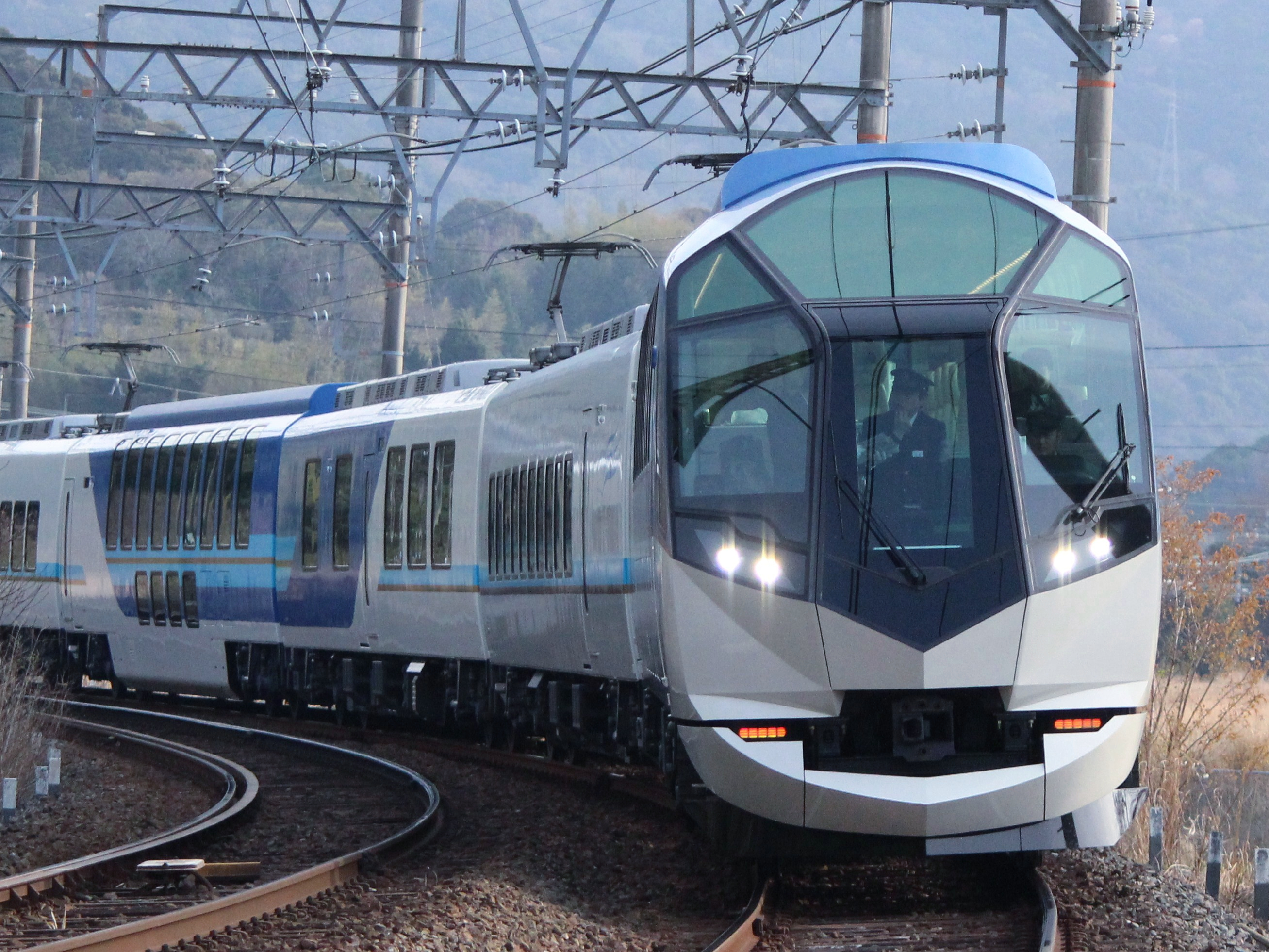
Série 50000 Shimakaze
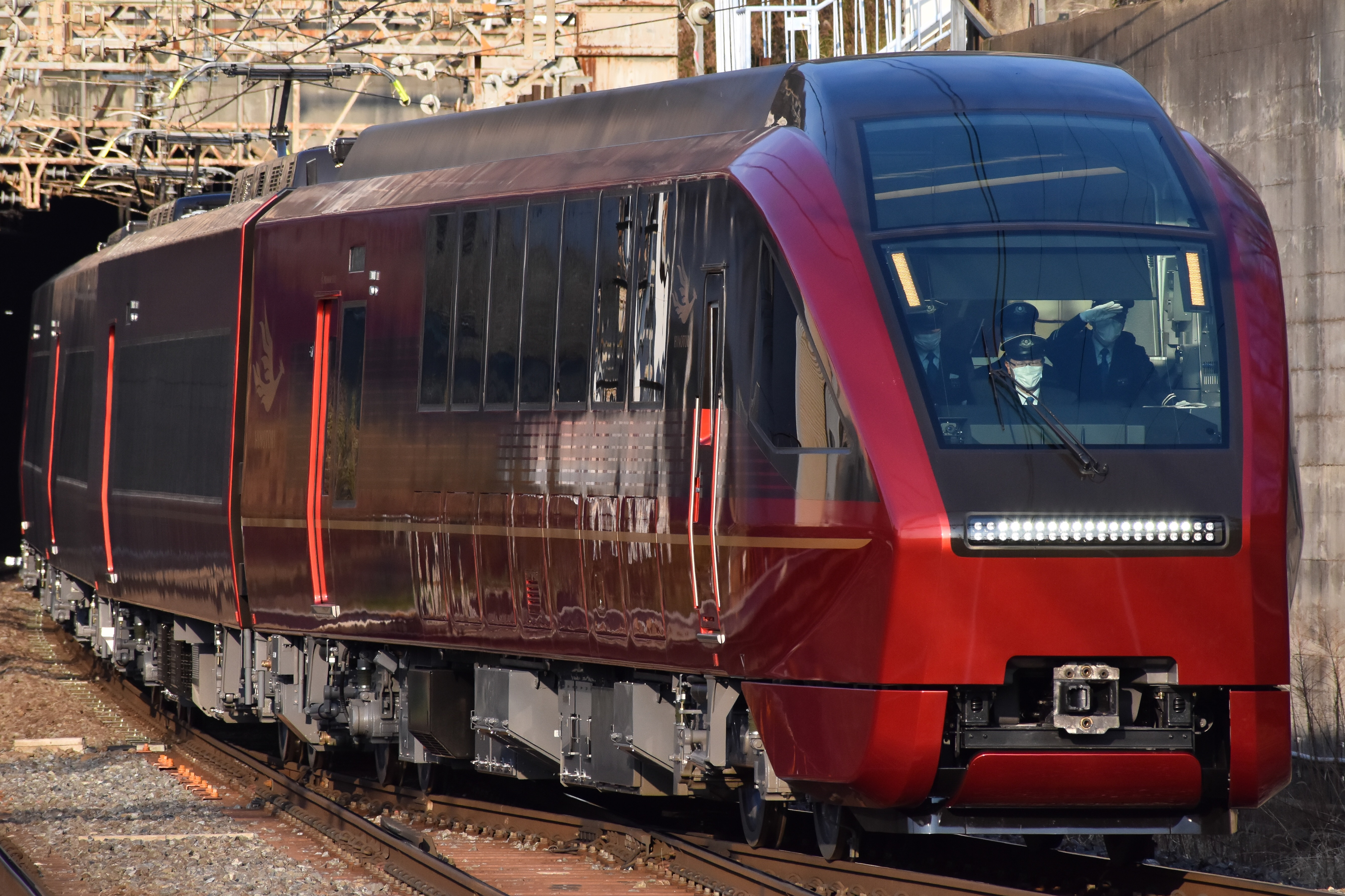
Série 80000 Hitonori

## Grands magasins
Le groupe Kintetsu par l'intermédiaire de la filiale Kintetsu Department Store (近鉄百貨店, Kintetsu Hyakkaten) possède plusieurs grands magasins, situés pour la plupart à proximité immédiate de gares ferroviaires du réseau Kintetsu :
- Abeno, Ōsaka
- Uehommachi, Ōsaka
- Hirakata
- Higashiōsaka
- Nara
- Kashihara
- Ikoma
- Momoyama, Kyōto
- Kikyogaoka